# Martin Hangl
Martin Hangl (Samnaun, 17 de junio de 1962) es un deportista suizo que compitió en esquí alpino.
Ganó una medalla de oro en el Campeonato Mundial de Esquí Alpino de 1989, en la prueba de supergigante. 

## Palmarés internacional
| Campeonato Mundial | Campeonato Mundial    | Campeonato Mundial | Campeonato Mundial |
| Año                | Lugar                 | Medalla            | Prueba             |
| ------------------ | --------------------- | ------------------ | ------------------ |
| 1989               | Vail (Estados Unidos) | Medalla de oro     | Supergigante       |